# Bo Irvall
Bo (Bosse) Edvard Johan Magnus Irvall, ursprungligen Johnsson, född 5 september 1902 i Falun, död 29 juli 1981 i Karlstad, var en svensk målare, teckningslärare och simmare.
Han var son till stadsingenjören Edvard Jonsson och Amanda Olsson och far till konstnären Lena Irvall. 
Irvall examinerades 1938 vid Tekniska skolan i Stockholm som teckningslärare. Han arbetade efter examen som teckningslärare vid först högre allmänna läroverket i Karlstad och sedan Sundstagymnasiet fram till pensionen. 
Som konstnär ställde han ut tillsammans med Erik Rudolf Boije i Karlstad 1949 och tillsammans med Harry Moberg 1951. Separat ställde han ut i bland annat Sundsvall, Sölvesborg och Karlskoga. Han medverkade i samlingsutställningar med Värmlands konstförening på Värmlands museum.
Hans konst består av blyertsteckningar samt porträtt, landskap och stilleben huvudsakligen i olja. 
Som simmare tävlade han för Stockholms KK och deltog vid OS i Paris 1924 (bröstsim 200m).